# Свети Јован Крститељ (слика)
Свети Јован Крститељ је слика Леонарда да Винчија. Сликана је уљаном техником на ораховом дрвету. Дело је завршено у периоду 1513-1516. када је висока ренесанса прелазила у маниризам. Сматра се да је ово последња Да Винчијева слика. Димензије слике су 69 × 57 центиметара. Данас се налази у Лувру.
Дело приказује Светог Јована Крститеља. Обучен је у крзна, има дугу коврџаву косу и загонетни осмех који подсећа на Да Винчијеву Мона Лизу. У левој руци држи крст од трске док десном руком показује навише, према небу (као и Света Ана на Леонардовом цртежу Богородица са Христом, Светом Аном и Јованом Крститељем). Верује се да су крст и крзно насликани касније од стране другог сликара.
Показивање Светог Јована према небу сугерише на значај спасења кроз крштење које он представља. Дело је често навођено од стране других сликара, поготово оних из касне ренесансе и маниристичких школа. Укључивање геста сличног Јовану повећало је значај радова са религијском таштином.

## Копије
Постоје бројне копије ове слике направљене од стране његових епигона, које се чувају на различитим местима, укључујући:
- Салај, Библиотека Амброзијана, Милано
- Бернардино Луини, Национални музеј, Напуљ
- Анонимни сликар из 16. века, Дворац Блоа
- Анонимни сликар из 16. века, Монтобан